# 淡路市立陶芸館
淡路市立陶芸館（あわじしりつとうげいかん、英: Awaji City Pottery Museum）は、兵庫県淡路市浦にある体験型美術館。

## 施設概要
2000年3月15日 (平成12年) に東浦BT、中浜稔猫美術館とともに開業。
1階では、粘土を棒で伸ばしたり、手回しロクロ、電動ロクロを使って粘土細工が体験できる。
2階には休憩スペースや淡路市立陶芸館で焼きあがった作品、通称「東浦焼」が展示されている

## 利用情報
- 営業時間：午前10時 - 午後6時（受付は午後4時まで）
- 休館日：月曜日（祝日の場合翌日）、12月28日 - 1月4日

## アクセス
- 神戸淡路鳴門自動車道　東浦ICから車で5分
- 明石港（ジェノバライン）～岩屋ポートターミナル（あわ神あわ姫バス）～東浦BTバス停下車、徒歩約2分
- 高速舞子（本四海峡バス）～東浦BTバス停下車、徒歩約2分

## 外部サイト
- 淡路市立陶芸館 - 公式サイト
- awajishitougei_nekobi - Twitter
- 淡路市立猫美陶芸 - Instagram
- 淡路市立猫美陶芸 - Facebook
- 淡路市立　中浜稔猫美術館＆陶芸館 - Facebook